# The Roundup: No Way Out
The Roundup: No Way Out (coreà 범죄도시3, Ciutat del Crim 3) és una pel·lícula d'acció criminal de Corea del Sud del 2023 dirigida per Lee Sang-yong, protagonitzada per Ma Dong-seok, Lee Joon-hyuk i Munetaka Aoki. És la tercera entrega de la sèrie The Roundup i la seqüela de The Roundup (2022). La pel·lícula es basa en un cas de tràfic de drogues a Corea del Sud real del 2017-2018 que implicava metamfetamina, que va ser capturat gràcies a un esforç col·laboratiu de Corea del Sud, Japó i Taiwan.
The Roundup: No Way Out es va estrenar als cinemes el 31 de maig de 2023. Una seqüela, The Roundup: Punishment, es va projectar al 74è Festival Internacional de Cinema de Berlín el 23 de febrer de 2024.

## Argument
El detectiu Ma Seok-do i el seu equip són ascendits a la Unitat d'Investigació Metropolitana on investiguen la mort d'una dona anomenada Go Sun-hee i s'assabenten de l'informe de l'autòpsia que Sun-hee havia estat prenent una droga anomenada "Hiper". Ma Seok-do va a la discoteca i interroga l'amo on s'assabenten d'un membre de la yakuza anomenat Hiroshi que subministra Hiper d'Incheon al club. Els companys de Ma Seok-do aconsegueixen capturar Hiro i apoderar-se de 20 quilos d'Hiper, però un poli corrupte Joo Sung-chul roba Hiper i mata a Hiroshi, tot i que l'equip de Ma Seok-do aconsegueix sobreviure a l'emboscada.
Joo Sung-chul en realitat està protegint un sindicat anomenat White Shark Clan i havia robat Hiper perquè el White Shark obtingués beneficis. En assabentar-se que White Shark ha robat l'Hiper, el yakuza contracta un sicari anomenat Ricky per recuperar l'Hiper. Ma Seok-do s'assabenta d'un altre proveïdor de drogues anomenat Tomo i intenta arrestar-lo, però en Ricky mata en Tomo i escapa, la qual cosa provoca una guerra contra les drogues entre Ricky i Joo Sung-chul. Ma Seok-do va al iot des d'una pista on troben Hiper i estableix un tracte amb Joo Sung-chul amb l'ajuda d'un conegut Chorong.
No obstant això, Joo Sung-chul canvia el seu pla i fa un tracte amb Ricky. Ma Seok-do és capturat i endut per Ricky mentre Joo Sung-chul roba l'Hiper. En Ricky interroga a Ma Seok-do, que més tard es resisteix i derrota en Ricky. Amb l'ajuda d'un rastrejador col·locat a la bossa, Ma Seok-do localitza Joo Sung-chul a la seva oficina. La policia arresta Joo Sung-chul i l'organització yakuza, mentre Ma Seok-do i el seu equip celebren el cas.
A l'escena dels crèdits mitjans, a continuació, Ma Seok-do localitza a Jang Yi-soo i li demana ajuda per investigar un altre cas, que va provocar els esdeveniments de la seqüela.

## Repartiment
- Ma Dong-seok com a Ma Seok-do, tinent de la investigació metropolitana de l'Agència de Policia de Seül.
- Lee Joon-hyuk com a Joo Sung-cheol (japonès: チュ・ソンチョル, Chu Sonchoru), un policia brut i el capità de la investigació de narcòtics de la comissaria de policia de Seül Guryong.
- Munetaka Aoki com a Ricky (リッキー, Rikkī) líder de la banda d'Ichijo-gumi.
- Lee Beom-soo com a Jang Tae-soo, capità de la investigació metropolitana de l'Agència de Policia de Seül.
- Kim Min-jae com a Kim Man-jae, el detectiu subordinat de Seok-do de la investigació metropolitana de l'Agència de Policia de Seül.
- Lee Ji-hoon com a Yang Jong-soo, un sergent detectiu de la investigació metropolitana de l'Agència de Policia de Seül.
- Kim Do-geon com a Jung David, un detectiu novell de la investigació metropolitana de l'Agència de Policia de Seül
- Ko Kyu-pil com a Cherry (Chorong), membre de White Shark Gang i concessionari de cotxes usats.
- Jeon Seok-ho com a Kim Yang-ho, cap de bona distribució.
- Ryu Sung-hyun com a Jung Gyung-sik, capità de la investigació de narcòtics de la comissaria de policia d'Incheon Bukbu.
- Choi Dong-gu com a Hwang Dong-goo, un detectiu de la investigació d'estupefaents de la comissaria de policia d'Incheon Bukbu.[8]
- Lee Se-ho com a Gong Tae-il, un detectiu de la investigació de narcòtics de la comissaria de policia d'Incheon Bukbu
- Han Kyu-won com a Kim Yong-guk, el detectiu subordinat de Joo Sung-cheol de la investigació de narcòtics de la comissaria de policia de Seül Guryong.
- Choi Woo-jun com a Lee Kang-ho, el detectiu subordinat de Joo Sung-cheol de la investigació de narcòtics de la comissaria de policia de Seül Guryong.
- Hong Joon-young com a Maha (マハ, Maha), membre de la banda d'Ichijo-gumi i subordinat de Ricky.
- Lee Tae-kyu com a Martha (マーサ, Masa), membre de la banda d'Ichijo-gumi i subordinat de Ricky.
- Un Se-ho com a Ryo Tomokawa (友川 亮, Tomokawa Ryō), el gerent de la sucursal coreana d'Ichijo-gumi.
- Kang Yoon com a Hiroshi Kimu (japonès: キム ヒロシ: Kimu Hiroshi), membre de la banda d'Ichijo-gumi i subordinat de Tomokawa Ryo.
- Bae Noo-ri com a Mimi (japonès: ミミ), MD d'un Cyber Club.<.[9]
- Shim Young-eun com a president Jin, cap de la banda de narcotics de la Xina..[10]
- Kim Ki-ho com el president Baek, el confident del president Jin.
- Choi Kwang-je com a Lee Sang-cheol, el cap del Club Orange.
- Park Sang-nam com a MD del Club Orange
- Shin Hyun-yong com a porta automàtica
- Kim Won-kyung com a Yasuda Ryuichi (japonès: 安田 龍一, Ryuichi Yasuda), el subordinat de Tomokawa Ryo.
- Park Sang-won com a Hayashi Yoshiaki (japonès: 林 義明, Yoshiaki Hayashi), el subordinat de Tomokawa Ryo.
- Gong Teyu com a Kimura Shokichi (japonès: 木村 翔吉,  Shokichi Kimura), el subordinat de Ricky.
- Park Joon-hyuk com a subordinat de Ricky.
- Gong Kyeong-bae com a subordinat de Ricky.
- Kim Min com a subordinat de Ricky.
- Choi Won-seok com a subordinat de Ricky.
- Jeon Ah-hee com a medic forense
- Lee Jin-han com a criminal d'armes antidisturbis 1
- Kim Tae-yoon com a criminal d'armes antidisturbis 2
- Baek Nam-jun com a criminal d'armes antidisturbis 3
- Park Tae-san com a criminal d'armes antidisturbis 4
- Kang Hee-jae com a Yakuza de pregària del Cyber Club
- Kang Han-byeol com a intèrpret de iot Yakuza
- Hong Lee-joo com la xicota de Sang-cheol.
- Bae So-young com a jove de Sang-cheol.
- Park Sang-nam com a MD del Club Orange.
- Go Gun-han com Speed, un personal del Club Orange.
- You In-hyuk com Candy, un personal del Club Orange.
- Cha Jae-hyun com a Yellow Hair, un personal del Club Orange.
- Yeon Ye-rim com a noia de festa del Club Orange
- Lee Hye-ji com a noia de festa del Club Orange
- Lee Jae-sung com a pregària del Club Orange Gang
- Lee Jae-hyuk com a pregària del Club Orange Gang
- Seo Moon-ho com a Watchtower 1 de la comissaria de policia de Seül Guryong
- Han Ki-chang com a Watchtower 2 de la comissaria de policia de Seül Guryong
- Moon Kyung-rin com a Tomo Hotel Yakuza
- Kim Lee-woo com a Golden Hair, vicepresident d'Ichizo-gumi i subordinat d'Ichizō.
- Shim Ha-neuri com a intèrpret d'Ichizō
- Lee Myung-ro com Tomo traeix el subordinat 1
- Jung Ho-jin com Tomo traeix el subordinat 2
- Jung Woo-tak com Tomo traeix el subordinat 3
- Jung Hyun-ok com Tomo traeix el subordinat 4

### Especial aparició
- Jun Kunimura com a Ichizō Yoshio (japonès: 一条 吉雄 Ichijō Yoshio), cap d'Ichijo-gumi[11]
- Park Ji-hwan com a Jang Yi-soo (xinès: 張夷帥, Zhang Yishuai)

## Producció
Al maig de 2022, es va informar que Lee Joon-hyuk interpretaria el nou antagonista a la tercera entrega de la sèrie The Roundup. En una entrevista el juny de 2022, Lee va revelar que "actualment" està audicionant Crime City 3. La fotografia principal va començar el 20 de juliol de 2022. El 15 de novembre de 2022, Ma Dong-seok va publicar a Instagram que el rodatge de The Roundup: No Way Out havia acabat.

## Premis i nominacions
| Cerimònia de premi      | Any  | Categoria              | Nominat / Treball | Resultat | Ref. |
| ----------------------- | ---- | ---------------------- | ----------------- | -------- | ---- |
| Buil Film Awards        | 2023 | Millor actor secundari | Ko Kyu-pil        | Nominat  |      |
| Grand Bell Awards       | 2023 | Millor actor secundari | Ko Kyu-pil        | Nominat  |      |
| Blue Dragon Film Awards | 2023 | Millor actor secundari | Lee Joon-hyuk     | Nominat  |      |